# Курундус (железнодорожная станция)
Курундус — станция в Тогучинском районе Новосибирской области. Входит в состав Кировского сельсовета. Граничит с поселками "Завьялово", "Шахта" и "Березиково". 

## География
Площадь станции — 336 гектаров.

## Население
| 2002 | 2007  | 2010 |
| ---- | ----- | ---- |
| 979  | ↗1068 | ↘874 |

## Инфраструктура
На станции по данным на 2021 года функционируют 1 учреждение здравоохранения и 1 Младшая школа. Были закрыты Элеватор и заводы по производству масла и хлеба. Также был закрыт и на данный момент полностью разрушенный свинарник.